# Centrope Cup
Centrope Cup jest systemem sześciu turniejów pétanque rozgrywanych w formule międzynarodowej. Jednocześnie jest dla zawodników z Polski trzecią pod względem ważności, po Mistrzostwach Świata i Europy, imprezą pétanque. Organem nadzorującym organizacje i przebieg rozgrywek Centrope Cup jest Międzynarodowa Federacja Pétanque i Gry Prowansalskiej, F.I.P.J.P. (fr. Fédération Internationale de Pétanque et Jeu Provençal).
Drużyny z sześciu krajów Europy Środkowo-Wschodniej rywalizują ze sobą ramach rozgrywek o punkty do Rankingu Państw. Do krajów tych należą: Austria, Czechy, Polska, Słowacja, Słowenia i Węgry. Państwa członkowskie organizują po jednym turnieju z serii Centrope Cup. Choć dotyczy to każdego z sześciu państw, to poza drużynami z wymienionych krajów mogą uczestniczyć przedstawiciele zrzeszeni w innych federacjach państwowych.

## Cel Centrope Cup
Uczestnictwo zawodników w międzynarodowych turniejach przyczynia się do rozwoju umiejętności drużyn narodowych państw uczestniczących. Pozwala na nawiązywanie kontaktów między graczami pochodzącymi z krajów członkowskich, co nie pozostaje bez znaczenia dla integracji błyskawicznie wzrastającej liczby graczy w Polsce. Same ośrodki (miasta i ich dzielnice) organizujące turnieje z cyklu Centrope Cup rosną na znaczeniu, tak w płaszczyźnie sportowej, jak i turystycznej. Uczestnictwo zawodników z Europy podnosi rangę turnieju i ośrodka. Zdaniem organizatorów Centrope Cup spotkanie czołowych drużyn Europy Środkowo-Wschodniej pozwala na wymianę doświadczeń i know-how federacji narodowych z sąsiednich krajów. Występy na arenie międzynarodowej przysparzają zawodnikom popularności i wysoce uatrakcyjniają grę. Jest to szczególnie ważne dla wewnętrznej promocji sportu w gronie juniorów.
Organizatorem polskiej edycji bywały KS „Petanka” Wrocław oraz KSP Jedlina-Zdrój i miasto Jedlina-Zdrój. KSP i miasto Jedlina-Zdrój, obok ŻKB Żywiec i miasta Żywiec, organizują jeden z dwu Międzynarodowych Festiwali Pétanque w Polsce. W latach 2008–2011 Polska Federacja Pétanque przyznawała organizację Międzynarodowego Turnieju Petanque – Centrope Cup Klubowi Sportowemu „Jedlina-Zdrój”. Miejscem rozgrywek był kompleks sportowo-rekreacyjny przy ul. Kłodzkiej.

## Uczestnicy
W zawodach mogą brać udział tylko te drużyny, których gracze posiadają aktualne licencje zawodnicze wydane przez ich macierzystą federację sportową. Zawodnicy drużyn narodowych zdobywają punkty dla swoich krajów. W jednym turnieju (kraju) maksymalnie 4 drużyny narodowe zdobywają punkty. Ale punktowane są tylko miejsca od 1. do 16. Koniec każdego turnieju wiąże się podliczaniem ile punktów zdobył dany kraj, a ostateczny Ranking Państw tworzony jest po sześciu turniejach.
W roku 2011 w polskiej edycji Centrope Cup większość drużyn stanowiły zespoły zagraniczne.